# Coalition for the Transformation of Liberia
Die Koalition für die Transformation von Liberia (englisch Coalition for the Transformation of Liberia, Kürzel Cotol) war ein politisches Parteienbündnis, das gegründet wurde, um bei den liberianischen Präsidentschafts- und Parlamentswahlen 2005 anzutreten.
Die Cotol bestand aus der liberianischen Action Party (LAP), der Liberia Vereinigungspartei (LUP), der Volksdemokratischen Partei Liberias (PDPL), und aus der 1869 gegründeten und bis 1980 als Einheitspartei vorherrschenden True Whig Party (TWP). 
Der Präsidentschaftskandidat der Koalition, Varney Sherman, erhielt 7,8 % der Stimmen, was dem 5. Platz von 22 Kandidaten entsprach. Er empfahl seinen Wählern bei der anschließenden Stichwahl George Weah des Congress for Democratic Change zu wählen.
Cotol war allerdings erfolgreicher in der zeitgleich stattfindenden Parlamentswahlen, holte sieben Senatssitze, mehr als jede andere politische Partei oder Koalition, und acht Sitze im Abgeordnetenhaus.
Die PDPL zog sich 2006 aus dem Bündnis zurück, Die LAP und die LUP fusionierten im Jahr 2010 mit der herrschenden Unity Party, wodurch das Bündnis endete. 